# Бучацкий, Роман Зиновьевич
Рома́н Зино́вьевич Буча́цкий (26 марта 1896 года, с. Новая Прага Александрийского района Херсонской губернии - 25 декабря 1937 года, г. Уфа) — первый руководитель треста «Уралнефть», первый организатор добычи нефти в городе Ишимбае и Ишимбайском районе Башкирской АССР.
Роман Бучацкий внес большой вклад в создание и развитие нефтяной промышленности не только Башкортостана, но и всего востока СССР. В период работы в тресте «Востокнефть» он непосредственно руководил поисково-разведочными работами и организацией добычи нефти в городе Ишимбае и Ишимбайском районе Башкирской АССР. С 27 октября 1929 года руководил трестом «Уралнефть».

## Биография
Роман Зиновьевич Бучацкий родился 26 марта 1896 года в селе Новая Прага Александрийского района Херсонской губернии в семье приказчика, работавшего приказчиком у скотопромышленников.  
В 1903 году мальчик с семьей переехал в г. Екатеринослав. С восьми лет Роман учился в начальном городском училище имени Гоголя. По окончании школы в 13 лет работал в магазине готового платья. Через несколько месяцев поступил учиться в зуботехническую мастерскую. С 1910 года работал на Брянском заводе в г. Екатеринославе в мостовом цехе и подручным токаря в механическом цехе. 
В 1916 году был призван на военную службу в Волынский пехотный полк, через 3 месяца -  в 7-м Лубянском гусарском полку. В том же году ранен на австрийском фронте. Лечение  проходил в  Таганроге. В Таганроге избран депутатом Таганрогской гарнизонной комиссии. В апреле 1917 года был переведен для дальнейшего лечения в г. Верхне-Днепровск Екатеринославской губернии.
В 1917 году Р. З. Бучацкий вступил в партию социал-демократов (большевиков).
В 1917 году его переводят в г. Екатеринослав в военную секцию при Совете рабочих и солдатских депутатов. В 1918 году во время оккупации Украины немцами Р.З. Бучацкий был переведен в Бердянский комитет и оттуда направлен в партизанский отряд батьки Махно. В этом отряде он пробыл до марта 1919 года. После измены Махно Советской власти он был отозван и направлен бойцом в продотряд рабочих Донбасса, до прихода войск Деникина работал в Таврической губернии. В июне 1919 года органы Советской власти были эвакуированы из Таврической губернии в Херсонскую, там Бучацкий работал в советских органах Ананьевского уезда. Во время августовского «кулацкого» восстания был приговорен к расстрелу, но ночью бежал. В сентябре 1919 года его вместе с группой рабочих Донбасса эвакуировали в г. Балту, где он вступил в 397-й советский стрелковый полк красноармейцем, а позднее стал заместителем начальника хозчасти и политработником. 
В 1920 году Роман Зиновьевич женился на дочери крестьянина Алтынской волости Екатерине Дмитриевне Сартаковой, через год у них родился сын.
Бучацкий Р. З. работал продагентом, Упродкомиссаром, членом  коллегии Губпродкома, зам. председателя окружного исполкома. В 1922 году умер отец Романа Зиновьевича. Так как старшая сестра Татьяна Зиновьевна еще до 1905 г. являлась членом партии социал-демократов («меньшевиков») и находилась в ссылке в Нарымском крае, то семья Р. 3. Бучацкого была вынуждена переехать к нему на Урал. Позже три его брата Давид, Моисей и Матвей работали вместе с ним в Челябинской, Свердловской областях.
В 1923 году Роман Зиновьевич был избран членом Челябинского Окружкома и членом Окрисполкома. В апреле 1924 г. был переведен из Челябинска в г. Ирбит на должность заведующего общим отделом, затем -  на должность заместителя председателя Окрисполкома, по совместительству работая председателем плановой комиссии и временно заведующим Окрвнутторгом. В 1926 году назначен на должность заведующего Пермским ОкрФо, где проработал до начала 1928 г., затем был избран заместителем председателя Пермского ОкрРИКа. Являлся членом Облисполкома в двух созывах съезда советов Урала.
В 1929 году Р. З. Бучацкого назначили управляющим трестом «Уралнефть», в 1931 году он - руководитель треста «Востокнефть». Больше всего времени Бучацкий уделял Стерлитамакской (Ишимбайской) нефтеразведке. Главное в этот период было – убедить планирующие органы в необходимости закладки новых буровых. К счастью, убедить оказалось несложно благодаря поддержке И. М. Губкина, А. А. Блохина.
В марте 1930 года руководители треста «Уралнефть» К. А. Румянцев и Р. З. Бучацкий были направлены в командировку в Германию и США для изучения опыта работы нефтяной промышленности и закупки оборудования. 
В 30-е годы трест «Уралнефть» получил важные для СССР преференции – работать напрямую с заграницей. Так для комплектации буровых станков были организованы поставки из США металлических вышек фирмы «Ли-Мур», шарошечных долот типа «Юза», «Рида» и «Симплекс». Для освоения новой техники в 1930 году на учебу в США были направлены десять рабочих и специалистов треста «Уралнефть».
Управляющий трестом «Востокнефть» Р.З. Бучацкий отмечал в 1932 году: «В случае благоприятных результатов дальнейшего бурения должны быть запроектированы нефтеперегонный завод, нефтепровод от Стерлитамака до места переброски нефти необходимая энергетическая база» (газ. "Башкирская вышка". – 1932. – 8 июля).
В декабре 1934 года Бучацкий назначается директором нефтепромысла в поселке Ишимбае. Хотя у него и не было специального образования, он много читал, изучал нефтяное дело в Баку, побывал на промыслах в Германии и США. Всё, что делалось в Ишимбае, делалось под его непосредственным руководством. 
Жена с ним развелась и осталась в Свердловске, в уфимской квартире жили его мать и пятнадцатилетний сын Владимир. 
Бучацкий — автор проекта Ишимбайского нефтепромысла. Он выбрал и указал место будущего посёлка Ишимбая. На выбранном месте началось массовое строительство каркасно-засыпных и глино-плетневых бараков. Много усилий Бучацкий вложил и в организацию сбыта и хранения первой нефти.
Весной 1937 года началась проверка организации «Главнефть» - Главное управление нефтяной промышленности Наркомата тяжелой промышленности СССР. 
В 1936—1938 годах в нефтяной промышленности была репрессирована часть руководящих инженерно-технических работников. Репрессии коснулась также и работников треста «Башнефть». Директорство на Ишимбаевском нефтепромысле для Романа Зиновьевича Бучацкогобыло понижением в должности, поскольку до этого он руководил трестом «Востокнефть», и под его началом была вся нефтяная промышленность от Урала до Сахалина. 
В апреле 1937 года Бучацкого арестовали как участника контрреволюционных организаций в его квартирке на промысле. Ему было предъявлено обвинение в контрреволюционной деятельности. 
Краевед Владимир Леонтьевич Игнатьев,  занимавшийся делом Бучацкого, нашел в архивах записи, написанные председателем профкома промысла Сарваем Шайбаковичем Бикбовым. Ему не нравились методы руководства Бучацкого. В июне 1935 года вопрос обсуждался на бюро обкома ВКП(б). Было решено - сигналы Бикбова своевременны, но на промысле хороший настрой на плодотворную работу, заметны высокая ответственность работников и хорошая трудовая дисциплина, однако не ведётся достаточной борьбы с классово чуждыми элементами. 
В августе 1936 года Бучацкому припоминают, что в 1923 году он примыкал к троцкистам. На партсобрании на промысле, проходившем три дня Роман Зиновьевич оправдывался : «Я руководил трестом, куда входило 7 областей, и, несомненно, примазались люди, которые творили грязные дела". 
Бучацкий продолжал работать, но у собрания возникали новые претензии. Длившееся несколько дней объединенное партийное собрание нефтепромыслов вынесло резолюцию, в которой говорилось: «Вредительство и шпионаж, возглавляемые Бучацким, Жоровым и прикрываемые Захаровым, Борзенко и Самостреловым, охватили почти все важнейшие участки треста «Башнефть». 
Собрание исключает Бучацкого из рядов ВКП(б), но он в это время был уже в уфимской тюрьме. Заговорив через 113 дней, Бучацкий многое взял на себя -  якобы был участником троцкистской организации (назвал 14 имён её участников), на протяжении ряда лет вёл контрреволюционную борьбу против партии и Советской власти, затягивал сроки строительства и распылял средства по многим объектам,  заложил посёлок на нехорошем месте, «чтобы вредить здоровью рабочих», дома строили так, чтобы они разваливались… Арестовали Бучацкого 4 апреля 1937 года.
Закрытый суд состоялся 25 декабря 1937 года в Уфе. Р. З. Бучацкий был осуждён по трём пунктам 58 статьи УК РСФСР и расстрелян в этот же день во дворе уфимской тюрьмы. Реабилитирован в сентябре 1957 года.

## Память
Одна из улиц города Ишимбая названа именем Романа Бучацкого.